# Mollés
Mollés (també Mollés Chico o Mollés del Pescado) és una entitat de població de l'Uruguai, ubicada al nord-est del departament de Florida, limítrof amb Lavalleja. Té una població aproximada de 300 habitants, segons les dades del cens del 2004.
Es troba a 274 metres sobre el nivell del mar.